# Número de Prandtl magnético
O número de Prandtl magnético é uma grandeza adimensional que é utilizado em magneto-hidrodinâmica que a próxima a razão de difusividade de momento (viscosidade) e difusividade magnética. É definido como:
{\displaystyle {\mathit {Pr_{m}}}={\frac {\mathit {Re_{m}}}{\mathit {Re}}}={\frac {\nu }{\eta }}={\frac {\mbox{taxa de difusao viscosa}}{\mbox{taxa de difusao magnetica}}}}
onde:
- {\displaystyle {\mathit {Re_{m}}}} é o número de Reynolds magnético
- {\displaystyle {\mathit {Re}}} é o número de Reynolds
- {\displaystyle \nu } é a difusividade de momento (viscosidade cinemática)
- {\displaystyle \eta } é a difusividade magnética

## Importância em astrofísica
A amplificação do campo magnético devido à ação de um dínamo cinemático turbulento é estudado nos regimes de pequenos números de Prandtl magnéticos, tanto em geologia (no interior do planeta Terra), quanto em astrofísica. Tal regime é relevante para os interiores de planetas e as estrelas, bem como para testes de laboratório com metal líquido.
Na base da zona de convecção do Sol o número de Prandtl magnético é aproximadamente {\displaystyle 10^{-2}}, e no interior de planetas e em dínamos de metal líquido em laboratórios é aproximadamente {\displaystyle 10^{-5}}, no meio interestelar, chega a atingir valores de {\displaystyle 10^{14}}.
O número de Prandtl magnético é importante no estudo do comportamento da evolução de discos de acreção em corpos celestes com campos magnéticos extremamente intensos, que causam nestes perturbações magnetoidrodinâmicas, como as estrelas de nêutrons.